# Lethrus dostojevskii
Lethrus dostojevskii es una especie de coleóptero de la familia Geotrupidae.

## Distribución geográfica
Habita en Asia Central.